# پلیس دیپلماتیک فراجا
پلیس دیپلماتیک فراجا یکی از پلیسهای تخصصی زیر مجموعه پلیس امنیت عمومی فرماندهی انتظامی جمهوری اسلامی ایران است که وظیفه آن حفاظت از سفارتخانه‌ها و کنسولگریها و اماکن دیپلماتیک سایر کشورها طبق قانون حقوق دیپلماتیک در کشور ایران است. این پلیس در سال ۱۳۷۹ در زیر مجموعه یگانهای حفاظت و خدمات انتظامی تأسیس شد. سرتیپ دوم علیرضا جدیدی و سپس سرتیپ دوم جابر انصاری فرماندهی آن را به عهده داشتند. از سال ۱۳۸۸ به بعد فرماندهی آن به عهده افسران ارشد با درجه سرهنگی گزارده شد. اکنون فرماندهی این مجموعه بر عهده سردار سرتیپ دوم محسن ایزدخواه پیما است.

## مجموعه یگانهای دیپلماتیک تهران
۱-دیپلماتیک نیاوران
۲-دیپلماتیک الهیه 
۳-دیپلماتیک هروی 
۴-دیپلماتیک سعادت آباد 
۵-دیپلماتیک مطهری 
۶-دیپلماتیک فردوسی
و یک دسته امداد تقسیم می‌شود.